# Пьяцца Барберини

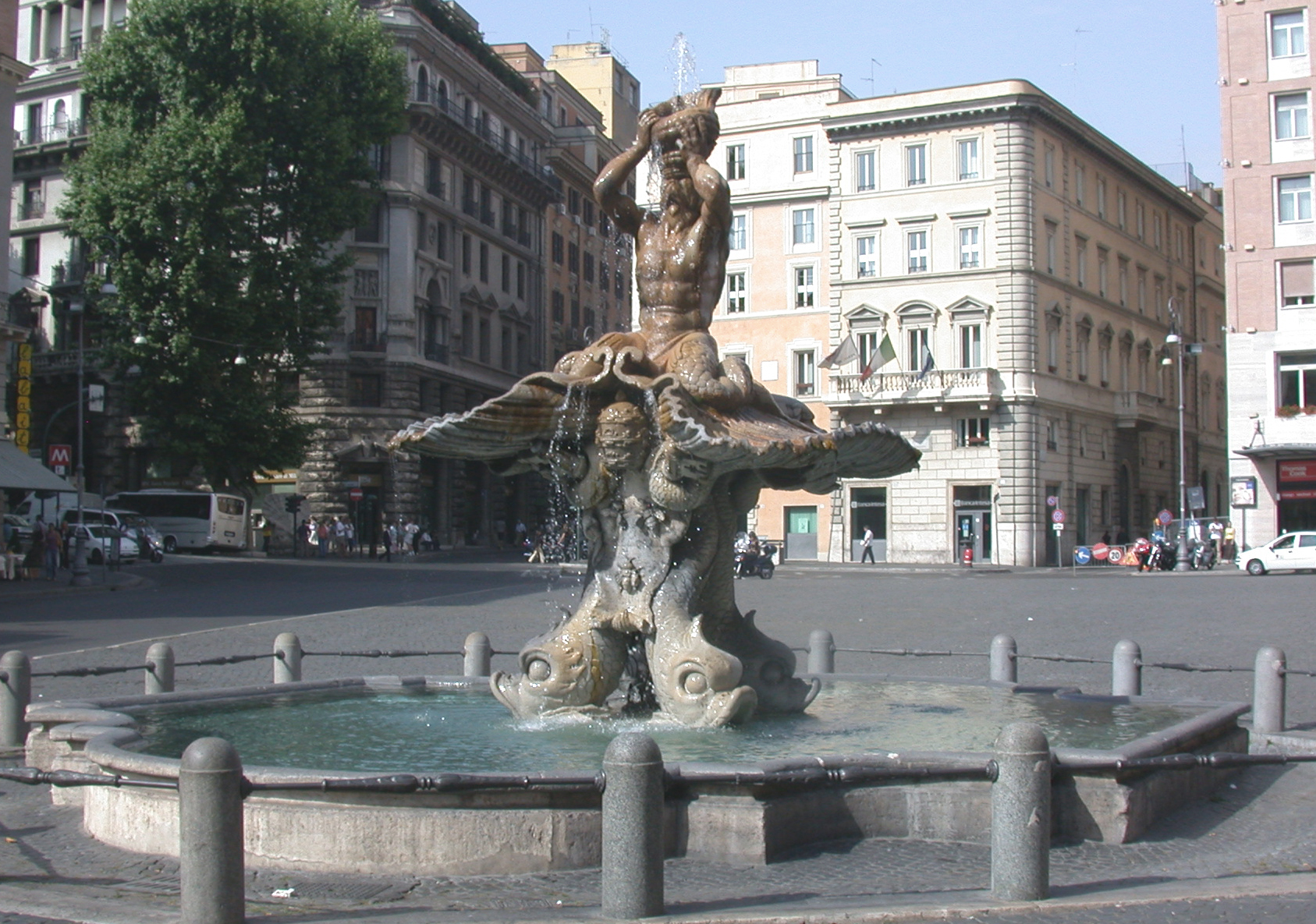
Фонтан Тритона на Пьяцца Барберини

Пьяцца Барберини (итал. Piazza Barberini) — площадь в историческом центре Рима, расположенная между Квиринальским холмом и Садами Саллюстия. Название площади пошло от примыкающего к ней Палаццо Барберини, вход в который находится на близлежащей улице Четырёх фонтанов (Via delle Quattro Fontane).

## Внешний вид

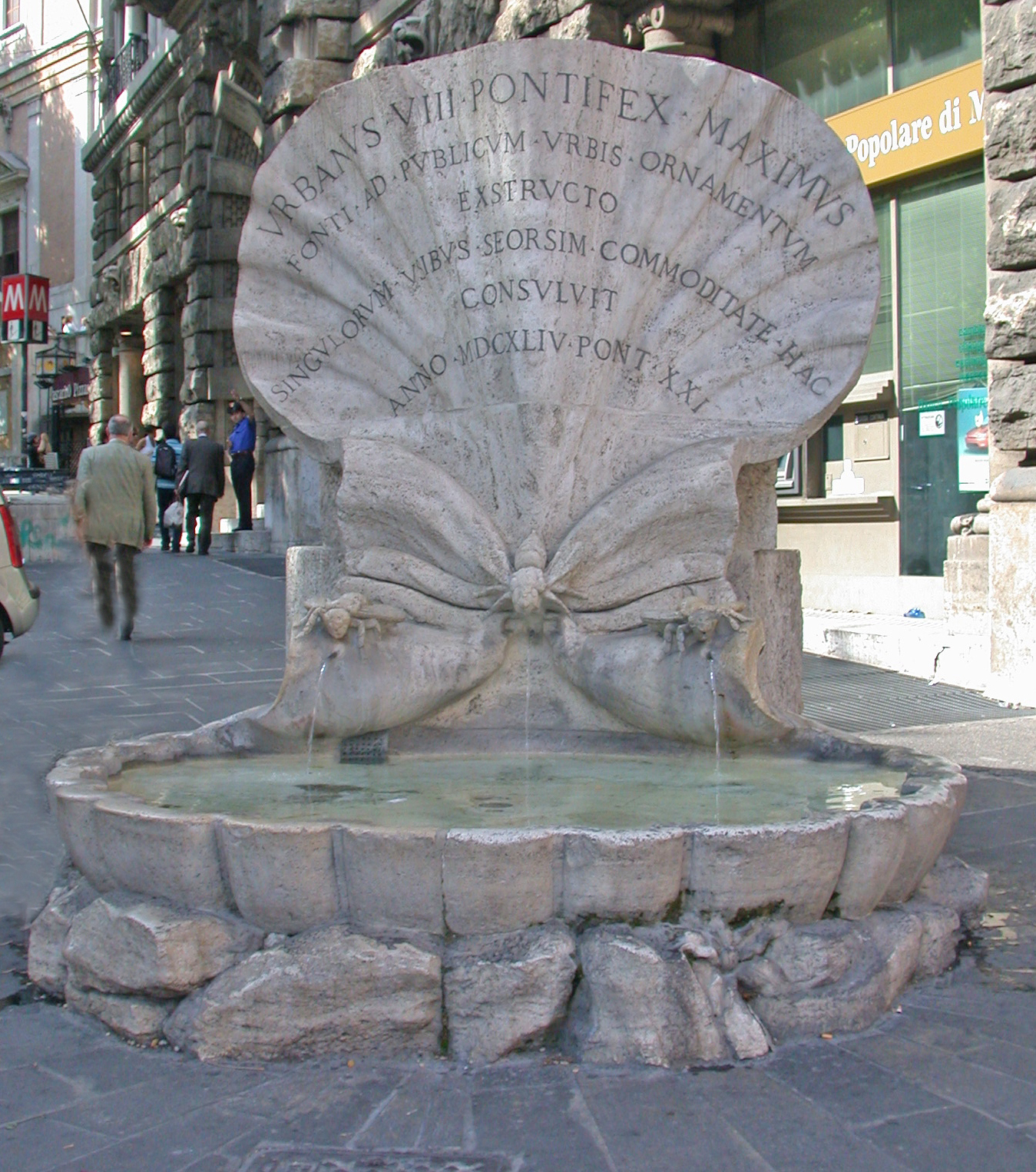
Фонтан пчёл, XVII век

В центре площади расположен фонтан Тритона, созданный в 1642 году Бернини по заказу папы Урбана VIII (Барберини) вскоре после завершения строительства палаццо. На этой же площади, на углу с Виа Витторио-Венето, находится другая работа Бернини — фонтан Пчёл.

## История
Площадь была создана в XVI веке, а большинство окружающих её зданий были с тех пор значительно перестроены. Современное название площадь получила в 1625 году после строительства Палаццо Барберини на возвышенности к югу от площади (старое название Палестрини есть еще на гравюре XVIII века). Изначально вход во дворец, созданный художником и архитектором Пьетро да Кортона, располагался в юго-восточном углу площади. Однако он был снесён в XIX веке при строительстве новой дороги. Внешний вид площади и разрушенного фасада известен по гравюрам и ранним фотографиям.

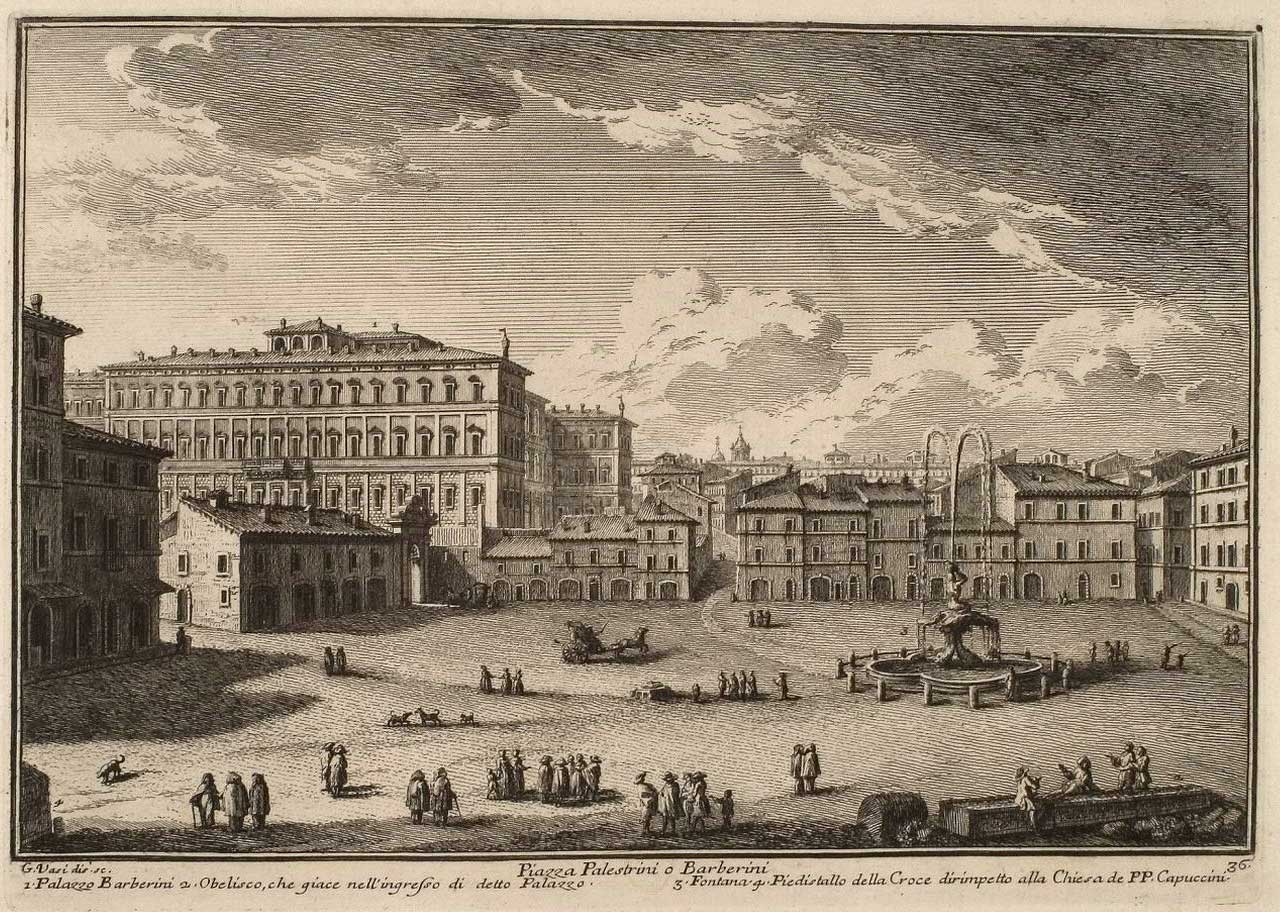
Площадь Палестрини (или Барберини) с Палаццо Барберини и с лежащим обелиском, середина XVIII века

В 1632—1822 гг. на площади находился античный обелиск, который был позднее перенесён на Виллу Медичи. На гравюре середины XVIII века он уже лежит.
С площади Барберини вплоть до XVIII века начинался маршрут повозки с неопознанными трупами, которые были найдены обезображенными. Повозка проезжала по наиболее людным местам Рима, чтобы там могли опознать личность погибших.
В 1980 года под площадью была построена станция Барберини — Фонтана-ди-Треви Линии A Римского метрополитена. На 2021 год на площади существует гостиница Sina Bernini Bristol в честь автора фонтана Тритона.